# Stereophyllum subacuminatum
Stereophyllum subacuminatum là một loài rêu trong họ Stereophyllaceae. Loài này được Dixon & P. de la Varde mô tả khoa học đầu tiên năm 1930.